# Die Evolution menschlicher Wissenschaft
Die Evolution menschlicher Wissenschaft oder auch Offizielle Erklärung zum Stand der menschlichen Forschung (englisch The Evolution of Human Science) ist eine Science-Fiction-Kurzgeschichte des US-amerikanischen Schriftstellers Ted Chiang. Die beschreibt als Essay ohne Charaktere den Zustand der Wissenschaft in einer Welt mit der Möglichkeit zu enormer geistiger Modifikation. Die Kurzgeschichte war für den Locus Award im Jahr 2001 nominiert gewesen. In deutscher Übersetzung von molovsky erschien die Kurzgeschichte in der Sammlung Die Hölle ist die Abwesenheit Gottes im Jahr 2011 sowie in der Sammlung Geteilt durch Null, einer kompletten Übersetzung von Story of Your Life and Others, im Jahr 2020. Beide Werke erschienen beim Golkonda-Verlag.

## Handlung
In der Zukunft wurden sogenannte Metamenschen durch künstliche geistige Modifikation aus gewöhnlichen Menschen entwickelt. Wissenschaftliche Forschung stammt inzwischen ausschließlich von diesen Metamenschen und entzieht sich allen anderen komplett. Einziges Ziel der gewöhnlichen Menschen ist es nun, selbst zu Metamenschen zu werden. Ihre Wissenschaft beschäftigt sich nur noch mit der Kommunikation mit den Metamenschen. Obwohl diese nun allen Menschen überlegen sind, wurden sie doch einst selbst von schlaueren Menschen erschaffen.